# 吉羅達鄉
45°46′N 21°18′E / 45.767°N 21.300°E
吉羅達鄉（羅馬尼亞語：Comuna Ghiroda, Timiș），是羅馬尼亞的鄉份，位於該國西部，由蒂米什縣負責管轄，面積34平方公里，海拔高度90米，2002年人口5,004，人口密度每平方公里147人。